# Діагностичне співвідношення шансів

Логарифм діагностичного співвідношення шансів для різних чутливості та специфічності

В медичнім тестуванні з бінарною класифікацією діагности́чне співвідно́шення ша́нсів (ДСШ, англ. diagnostic odds ratio, DOR, також діагности́чне відно́шення ша́нсів, ДВШ) — це міра ефективності діагностичного тесту. Його визначають як співвідношення шансів позитивності тесту, якщо суб'єкт має захворювання, до шансів позитивності тесту, якщо суб'єкт цього захворювання не має. Існує також багатокласова версія діагностичного співвідношення шансів.
Обґрунтуванням діагностичного співвідношення шансів є те, що воно є одинарним покажчиком продуктивності тесту (як точність та статистика Юдена J), але не залежним від поширеності (на відміну від точності), та подається як співвідношення шансів, яке має теоретичні переваги (наприклад, закон Баєса записується як добулок співвідношень).

## Визначення
Математично діагностичне співвідношення шансів визначають як
Діагностичне співвідношення шансів, ДСШ = ІП / ХН/ХП / ІН = ІП / ХП/ХН / ІН = ІП × ІН/ХП × ХН
де ІП, ХН, ХП та ІН є числами істинно позитивних, хибно негативних, хибно позитивних, та істинно негативних відповідно.

### Довірчий інтервал
Як і зі співвідношенням шансів, логарифм діагностичного співвідношення шансів приблизно нормально розподілений.[прояснити: ком.] Стандартна похибка логарифму діагностичного співвідношення шансів становить приблизно
СП(ln ДСШ) = √1/ІП + 1/ХН + 1/ХП + 1/ІН
З цього можливо обчислити приблизно 95 %-вий довірчий інтервал для логарифму діагностичного співвідношення шансів:
ln ДСШ ± 1,96 × СП(ln ДСШ)
Експонента приблизного довірчого інтервалу для логарифму діагностичного співвідношення шансів дає приблизний довірчий інтервал для самого діагностичного співвідношення шансів.

## Інтерпретування
Діагностичне співвідношення шансів набуває значень в діапазоні від нуля до нескінченності, хоча для корисних тестів воно більше за одиницю, і вищі діагностичні співвідношення шансів указують на кращу продуктивність тесту. Менші за одиницю діагностичні співвідношення шансів указують, що такий тест можливо покращити, просто перекинувши його результат — тест іде в неправильному напрямку, тоді як строго одиничне діагностичне співвідношення шансів означає, що тест однаково ймовірно передбачуватиме позитивний результат за будь-якого істинного стану — тест не дає жодної інформації.[джерело?]

## Зв'язок з іншими мірами точності медичних тестів
Діагностичне співвідношення шансів можливо виразити в термінах чутливості та специфічності тесту:
ДСШ = чутливість × специфічність/(1 − чутливість) × (1 − специфічність)
Його також можливо виразити в термінах прогностичної значущості позитивного результату (ПЗ+) та прогностичної значущості негативного результату (ПЗ−):
ДСШ = ПЗ+ × ПЗ−/(1 −ПЗ+) × (1 − ПЗ−)
Воно також пов'язане зі співвідношеннями правдоподібності, СП+ та СП−:
ДСШ = СП+/СП−

## Застосування
Логарифм діагностичного співвідношення шансів іноді застосовують в метааналізі досліджень точності медичних тестів, через його простоту (приблизно нормальну розподіленість).
Для поєднування логарифмічних діагностичних співвідношень шансів, обчислених з низки джерел даних, щоби виробити загальне діагностичне співвідношення шансів для досліджуваного тесту, можливо використовувати традиційні методики метааналізу, як-от зворотно-дисперсійне зважування.[джерело?]
Логарифми діагностичних співвідношень шансів також можливо застосовувати для вивчення компромісу між чутливістю та специфічністю шляхом вираження логарифму діагностичного співвідношення шансів через логіт істиннопозитивного рівня (чутливості) та хибнопозитивного рівня (1 − специфічність), та додаткової побудови міри, S:
D = log ДСШ = log [ІПР/(1 − ІПР) × (1 − ХПР)/ХПР] = logit(ІПР) − logit(ХПР)
S = logit(ІПР) + logit(ХПР)
Тоді можливо допасовувати пряму лінію, D = a + bS. Якщо b ≠ 0, то існує тенденція в діагностичній продуктивності з порогом поза простим компромісом чутливості та специфічності. Значення a можливо використовувати для побудови зведеної кривої РХП (ЗРХП, англ. summary ROC, SROC).

## Приклад
Розгляньмо наступну матрицю невідповідностей 2×2:
| Результат тестуСтан (визначений за «золотим стандартом») | Позитивний | Негативний |
| -------------------------------------------------------- | ---------- | ---------- |
| Позитивний                                               | 26         | 3          |
| Негативний                                               | 12         | 48         |

Ми обчислюємо діагностичне співвідношення шансів як
ДСШ = ІП / ХП/ХН / ІН = 26 / 12/3 / 48 = 34,666 ≈ 35
Це діагностичне співвідношення шансів більше за одиницю, тож ми знаємо, що цей тест розрізнює правильно. Ми обчислюємо довірчий інтервал для діагностичного співвідношення шансів цього тесту як [9, 134].

## Критика
Діагностичне співвідношення шансів невизначене, якщо число хибно негативних або хибно позитивних нульове — якщо як хибно негативні, так і хибно позитивні нульові, то тест ідеальний, але якщо лише одні з них, то це співвідношення не дає придатної міри. Типовою відповіддю на такий сценарій є додавати 0,5 до всіх клітинок таблиці спряженості, хоча це не слід розглядати як виправлення, оскільки воно вносить зміщення до результатів. Пропонують застосовувати це коригування до всіх таблиць спряженості, навіть якщо клітинок з нульовими значеннями там немає.
Іншим рішенням є розглядати 1 − 2/ДСШ + 1 = ДСШ - 1/ДСШ + 1 = ІП⋅ІН − ХП⋅ХН/ІП⋅ІН + ХП⋅ХН. Ця міра визначена однозначно, якщо тест не сталий (всі позитивні чи всі негативні), вона ранжує тести в тому же порядку, що й діагностичне співвідношення шансів, лежить між −1 та 1, і додатна для тестів, кращих за випадкове вгадування.